# Joseph Séraphin Dabray
Joseph Séraphin Dabray, né le 12 octobre 1754 à Nice (alors comté de Nice du royaume de Sardaigne) et mort le 6 août 1831 à Nice (alors division de Nice du royaume de Sardaigne), est un homme politique français, député des Alpes-Maritimes à la Convention nationale.

## Biographie
Dabray est docteur en droit et avocat. Il est élu député des Alpes-Maritimes à la Convention nationale en avril 1793, le premier sur trois. Il siège sur les bancs de la Gironde. Il vote en faveur du rétablissement de la Commission des Douze. Il proteste contre l'arrestation de vingt-deux députés girondins à la suite des journées du 31 mai et du 2 juin. En conséquence, il est compris dans le décret d'arrestation présenté le 3 octobre 1793 par Amar au nom du Comité de Sûreté générale. Par erreur, son nom est accolé à celui de son collègue de la Seine-Inférieure Doublet comme s'il s'agissait d'une seule personnalité. Il est libéré et réintégré à l'assemblée à la suite du décret du 18 frimaire an III (8 décembre 1794). 
Dabray est élu député au Conseil des Cinq-Cents sous le Directoire puis au Corps législatif sous le Consulat. Il se retire ensuite de la vie politique.

## Famille
Son neveu Joseph Dabray (1786-1855), qu'il a élevé, était un poète niçois trilingue,. Le fils de ce dernier, Séraphin André Théodore Dabray (1811-1890), fit un legs à la ville de Nice qui permit la création de  l'asile Dabray.
Le poète Joseph Dabray fit l’acquisition d’une propriété située le plus au nord du chemin de Brancolar, la « maison Ribotti », qu’il légua à sa fille, veuve en secondes noces du chevalier Ribotti.

## Synthèse des mandats
- 23 mai 1793 - 26 octobre 1795 : député des Alpes-Maritimes à la Convention nationale
- 10 avril 1797 - 26 décembre 1799 : député des Alpes-Maritimes au Conseil des Cinq-Cents
- 25 décembre 1799 - 1er juillet 1803 : député des Alpes-Maritimes au Corps législatif